# 8254 Moskovitz
8254 Moskovitz este un asteroid din centura principală de asteroizi.

## Descriere
8254 Moskovitz este un asteroid din centura principală de asteroizi. A fost descoperit pe 2 martie 1981 la Siding Spring de Schelte J. Bus. Asteroidul prezintă o orbită caracterizată de o semiaxă mare de 2,30 ua, o excentricitate de 0,09 și o înclinație de 5,3° în raport cu ecliptica.